# Beckendorf-Neindorf
Beckendorf-Neindorf is een plaats en voormalige gemeente in de Duitse deelstaat Saksen-Anhalt, en maakt deel uit van de Landkreis Börde.
Beckendorf-Neindorf telt 853 inwoners.